# Lynde
Lynde, auf Niederländisch „Linde“, ist eine französische Gemeinde mit 782 Einwohnern (Stand: 2022) im Département Nord in der Region Hauts-de-France. Sie gehört zum Arrondissement Dunkerque und ist Mitglied im Gemeindeverband Cœur de Flandre Agglo. Die Bewohner werden Lyndois und Lyndoises genannt.

## Geografie

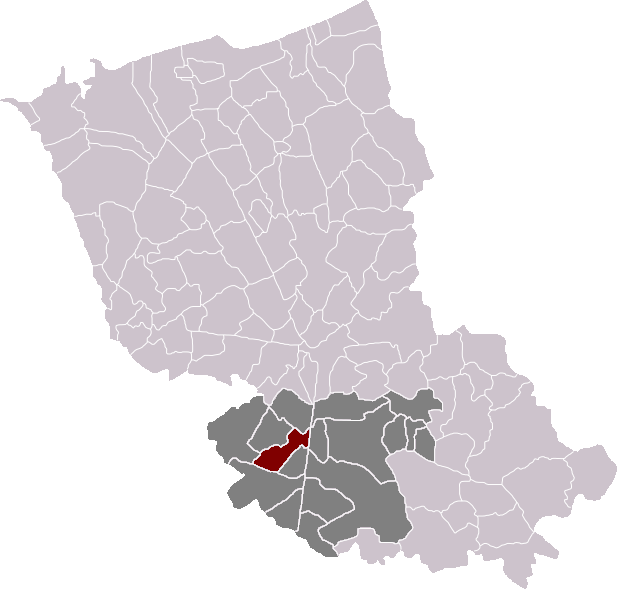
Lage von Lynde im Arrondissement Dunkerque

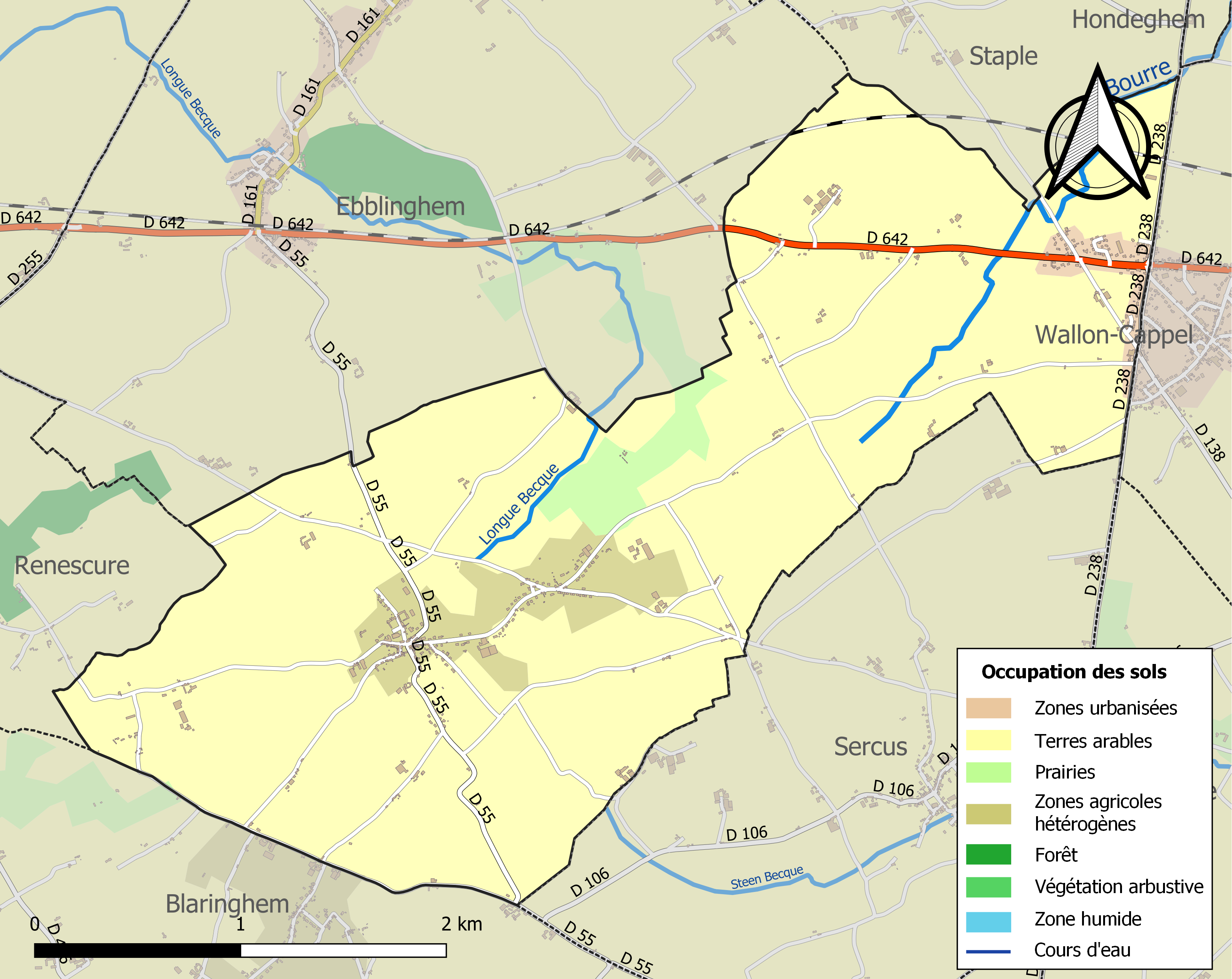
Bodennutzung, Hydrografie und Infrastruktur der Gemeinde (2018)

Lynde liegt in Französisch-Flandern, etwa 36 Kilometer südlich von Dünkirchen und etwa 47 Kilometer westnordwestlich von Lille in der Région naturelle Houtland. Im nordöstlichen Gemeindegebiet entspringt das Flüsschen Bourre, das hier noch Borre Becque genannt wird. Lynde wird außerdem vom zeitweise trockenfallenden Ruisseau Becquerely, von der Longue Becque, der Steen Becque und verschiedenen kleineren Bächen entwässert. Das Zentrum liegt auf einer Höhe von etwa 60 m. Das Gemeindegebiet ist größtenteils flach, fällt jedoch nach Nordosten hin auf 34 m ab, nach Südwesten hin auf 72 m an.
Etwa 99 % der Fläche der Gemeinde werden landwirtschaftlich genutzt, der restliche Teil entfällt auf bebaute Flächen (Stand: 2018).
Lynde grenzt im Nordosten an Staple und Wallon-Cappel, im Südosten an Sercus, im Süden an Blaringhem, im Westen an Renescure und im Nordwesten an Ebblinghem. 

## Bevölkerungsentwicklung
| Jahr                       | 1962 | 1968 | 1975 | 1982 | 1990 | 1999 | 2006 | 2013 | 2020 |
| Einwohner                  | 479  | 442  | 386  | 449  | 544  | 591  | 625  | 731  | 779  |
| Quellen: Cassini und INSEE |      |      |      |      |      |      |      |      |      |

## Sehenswürdigkeiten
- Kirche Saint-Vaast. Die Kirche birgt zahlreiche Ausstattungsgegenstände, die in der Base Palissy gelistet sind, darunter eine große Anzahl, die als Monument historique der beweglichen Objekte klassifiziert sind.
- Gefallenendenkmal
- Mehrere Oratorien

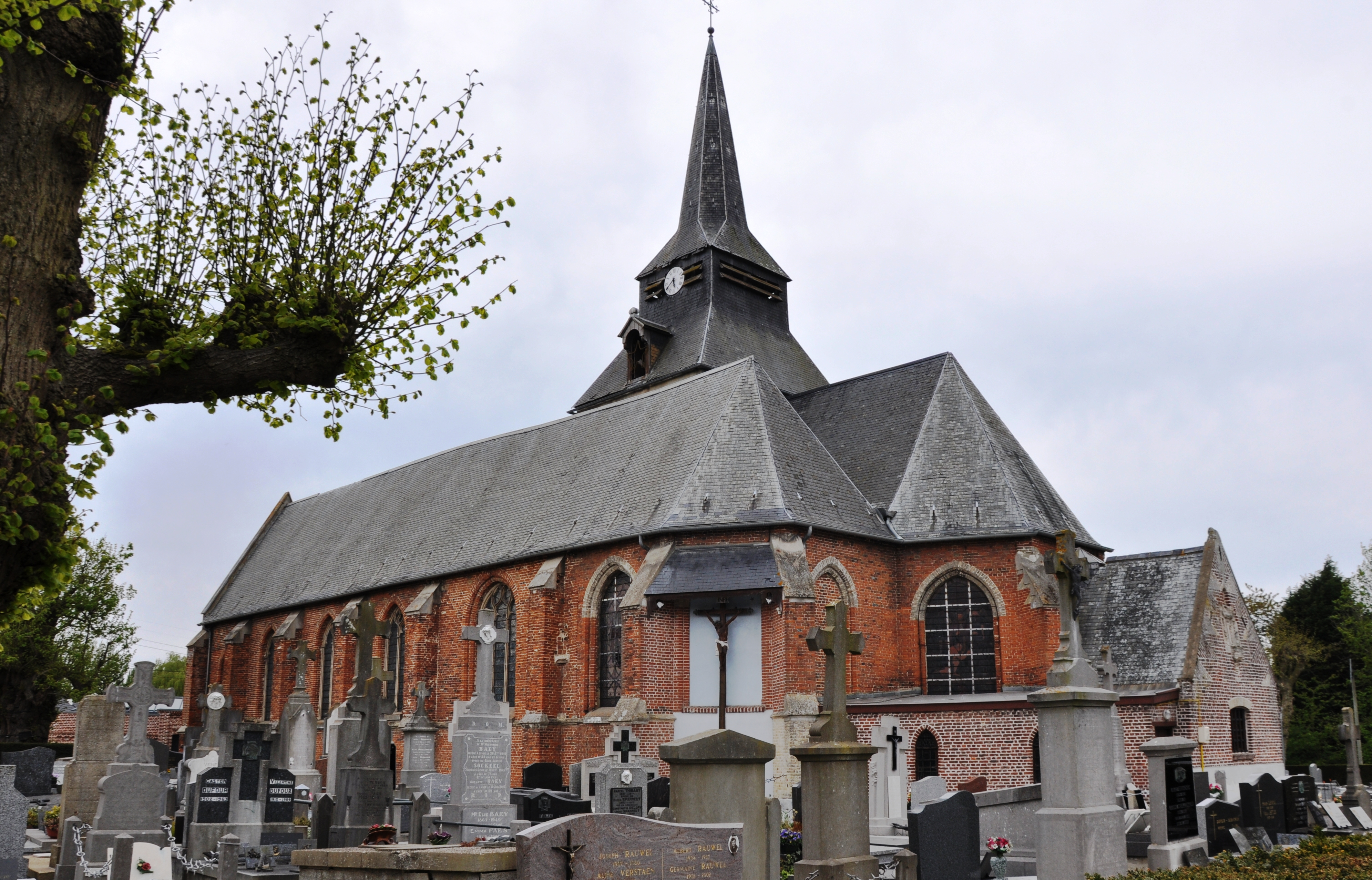
Kirche Saint-Vaast
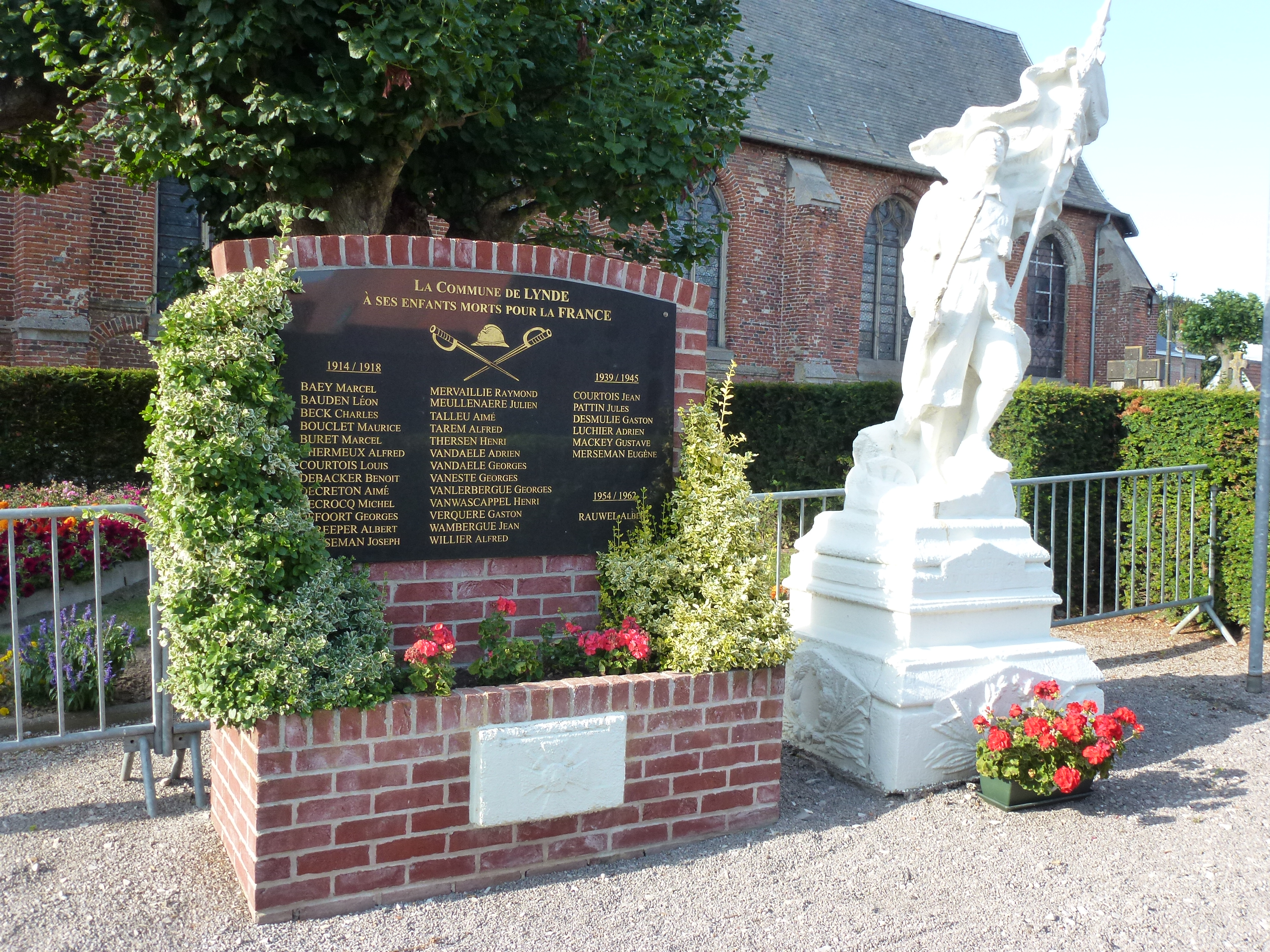
Gefallenendenkmal
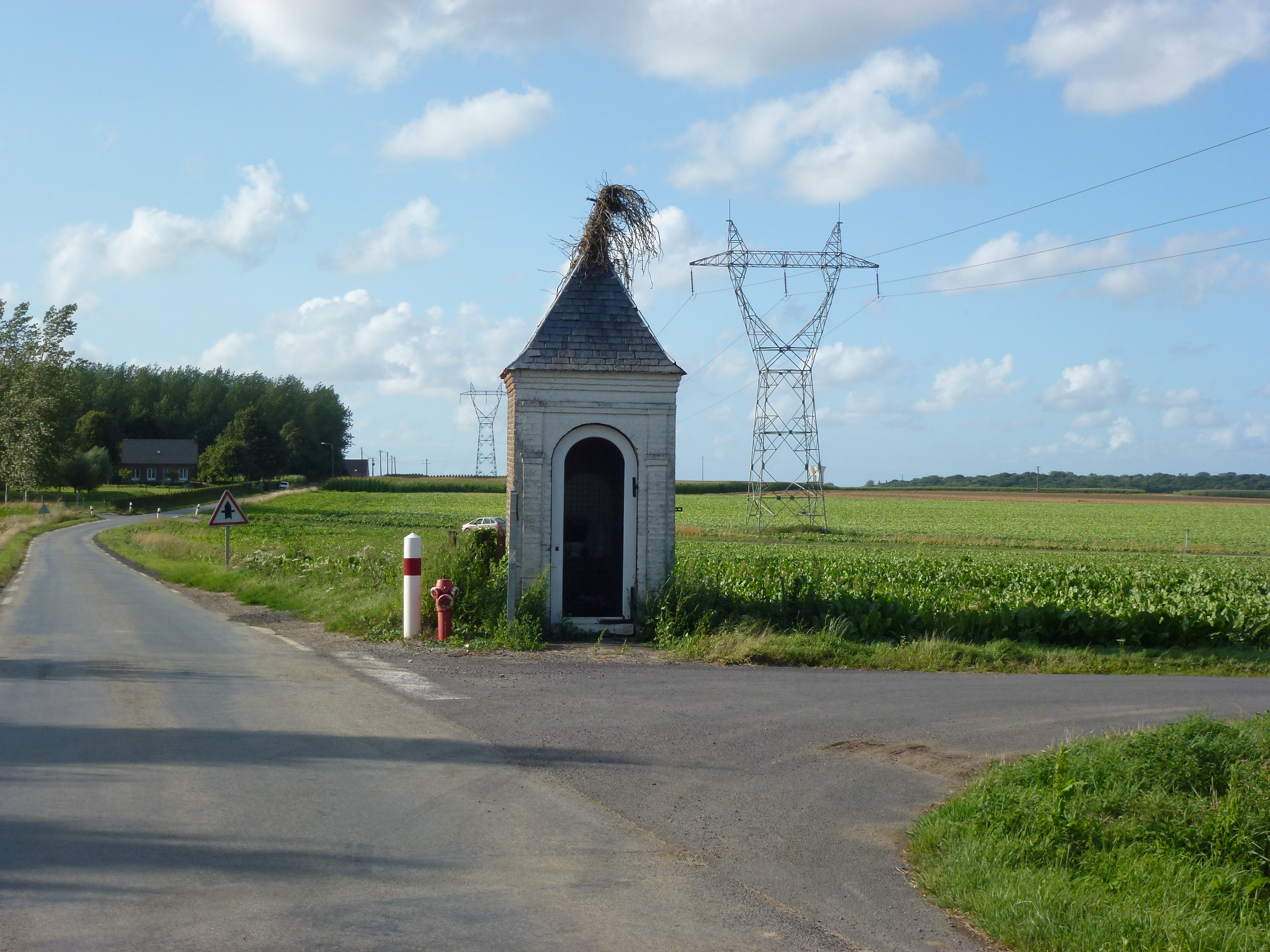
Oratorium

## Verkehr
Die Departementsstraße D 642, die ehemalige Route nationale 42 von Boulogne-sur-Mer nach Lille, durchquert das nordöstliche Gemeindegebiet von West nach Ost. Die nachgeordnete Departementsstraße D 55 verbindet das Zentrum mit der Nachbargemeinde Ebblinghem. Lokale Landstraßen führen zu den Weilern der Gemeinde und weiteren Nachbargemeinden. Busse einer Linie der Transportgesellschaft Arc-en-Ciel des Départements Nord fahren nach Renescure im Nordwesten und nach Hazebrouck im Osten.
Die Bahnstrecke Lille–Les Fontinettes durchquert das nordöstliche Gemeindegebiet auf einem kurzen Abschnitt ohne Haltepunkt.